# Nana Miyagi
| jaar | rang enkelspel | rang dubbelspel |
| ---- | -------------- | --------------- |
| 1988 | 201            | 274             |
| 1989 | 103            | 115             |
| 1990 | 113            | 125             |
| 1991 | 144            | 105             |
| 1992 | 116            | 47              |
| 1993 | 308            | 53              |
| 1994 | 58             | 34              |
| 1995 | 126            | 46              |
| 1996 | 70             | 29              |
| 1997 | 101            | 18              |
| 1998 | 117            | 26              |
| 1999 | 133            | 57              |
| 2000 | 223            | 38              |
| 2001 | 230            | 91              |
| 2002 | 267            | 59              |
| 2003 | 588            | 39              |
| 2004 | –              | 107             |
| 2005 | –              | 116             |
| 2006 | –              | 599             |

Nana Miyagi (Japans: 宮城 ナナ, Miyagi Nana) (Seattle, 10 april 1971) is een voormalig tennisspeelster uit de Verenigde Staten en Japan. Zij is de dochter van een Canadees-Amerikaanse vader, Murray Smith (die op een Amerikaanse legerbasis in Okinawa werkte) en een Japanse moeder, Miki Miyagi. Daardoor heeft zij zowel een Amerikaans als een Japans paspoort. Geboren in de VS, emigreerde zij op dertienjarige leeftijd naar Japan. Daar doorliep zij de Kubasaki High School in Okinawa. Sinds 1988 nam zij deel aan internationale, professionele tennistoernooien. Voor het tennissen hanteerde zij de achternaam van haar moeder. Zij is rechtshandig, maar speelt zowel haar forehand als haar backhand tweehandig. In 2006 stopte zij met beroepstennis. In 2007 trad zij in het huwelijk met James Rogers – sindsdien staat zij bekend als Nana Smith-Rogers.

## Loopbaan

### Enkelspel
Miyagi debuteerde in 1988 op het WTA-toernooi van Tokio – na een succesvol kwalificatietraject kon zij meedoen aan het hoofdtoernooi, waar zij haar openingspartij verloor van de Amerikaanse Patty Fendick. Daarna nam zij deel aan ITF-toernooien, te beginnen in Greensboro (VS). Zij stond later in 1988 voor het eerst in een finale, op het ITF-toernooi van Roanoke (VS) – zij verloor van de Amerikaanse Sandra Birch. Twee weken later veroverde Miyagi haar eerste titel, op het ITF-toernooi van Chatham (VS), door de Amerikaanse Eleni Rossides te verslaan. In totaal won zij vier ITF-titels, de laatste in 2001 in Mount Pleasant (VS).
In 1989 kwalificeerde Miyagi zich opnieuw voor het toernooi van Tokio. Zij bereikte er nu de tweede ronde – haar openingspartij tegen Larisa Savtsjenko won zij, maar daarna was zij niet opgewassen tegen de als eerste geplaatste Martina Navrátilová. Miyagi bereikte eenmaal een WTA-finale, op het toernooi van Surabaya van 1996 – zij verloor van de Taiwanese Wang Shi-ting. Haar mooiste overwinning boekte zij in 1994 op het WTA-toernooi van Nichirei, waar zij de Amerikaanse Lindsay Davenport versloeg (op dat moment de nummer acht van de wereldranglijst).
Haar beste resultaat op de grandslamtoernooien is het bereiken van de tweede ronde. Haar hoogste notering op de WTA-ranglijst is de 51e plaats, die zij bereikte in februari 1995.

### Dubbelspel
Miyagi behaalde in het dubbelspel betere resultaten dan in het enkelspel. Zij debuteerde in 1988 op het ITF-toernooi van Fayetteville (VS) samen met de Puerto Ricaanse Emilie Viqueira. Zij stond later dat jaar voor het eerst in een finale, op het ITF-toernooi van Corpus Christi (VS), samen met de Amerikaanse Vincenza Procacci – zij verloren van het Amerikaanse duo Eleni Rossides en Shaun Stafford.
In 1989 speelde Miyagi voor het eerst op een WTA-hoofdtoernooi, op het toernooi van Tokio, samen met de Japanse Tamaka Takagi. Zij stond later dat jaar voor het eerst in een WTA-finale, op het toernooi van Taipei, samen met de Zweedse Cecilia Dahlman – zij verloren van het koppel Maria Lindström en Heather Ludloff. In 1990 veroverde Miyagi haar eerste WTA-titel, op het toernooi van Schenectady, samen met de Amerikaanse Alysia May, door Linda Ferrando en Wiltrud Probst te verslaan. Pas in 1993 won Miyagi haar eerste ITF-toernooi, in Jakarta (Indonesië), samen met de Japanse Ei Iida, door het duo Robyn Mawdsley en Julie Pullin te verslaan. Haar mooiste dubbelspeloverwinning boekte zij in de derde ronde van het Australian Open 1998, waar zij samen met landgenote Naoko Kijimuta de Amerikaanse zussen Serena en Venus Williams versloeg.
In 1998 won Miyagi twee medailles op de Aziatische Spelen in Bangkok: goud in het gemengd dubbelspel (samen met Satoshi Iwabuchi) en brons in het vrouwendubbelspel (met Rika Hiraki aan haar zijde). In 2000 nam zij deel aan de Olympische spelen in Sydney, als vierde geplaatst samen met Ai Sugiyama – zij bereikten er de tweede ronde, door het Indonesische team Yayuk Basuki en Wynne Prakusya te verslaan in hun openingspartij.
In totaal won Miyagi tien WTA-titels, de laatste in 2002 in Tokio, samen met de Japanse Shinobu Asagoe. In de periode 1996–2004 won zij bovendien dertig ITF-titels, de laatste in 2004 in Palm Beach Gardens (VS), samen met de Letse Līga Dekmeijere.
Haar beste resultaat op de grandslamtoernooien is het bereiken van de halve finale, op het US Open van 1993, samen met de Indonesische Yayuk Basuki. Haar hoogste notering op de WTA-ranglijst is de twaalfde plaats, die zij bereikte in mei 1997. Naast 62 optredens in het vrouwendubbelspel, nam zij ook nog 35 keer deel aan het gemengd dubbelspel (in de periode 1993–1998 deed zij dat bijna uitsluitend met de Amerikaan Kent Kinnear) – haar beste resultaat daarbij is het bereiken van de kwartfinale, op het Australian Open 1993 met Kinnear.

### Tennis in teamverband
In de periode 1989–2000 nam Miyagi zeven keer deel aan het Japanse Fed Cup-team (1989, 1990, 1993, 1994, 1997, 1998 en 2000). In 1994 zat zij in het team dat de kwartfinale van de Wereldgroep bereikte, samen met Kimiko Date, Naoko Sawamatsu en Mana Endo – dit viertal had in de eerste ronde het Chinese, en in de tweede ronde het Zweedse team verslagen; in de kwartfinale verloren zij van de Spaanse dames.

## Palmares
| Legenda                |
| ---------------------- |
| Grandslamtoernooi      |
| Olympische Spelen      |
| Year-End Championships |
| Tier I                 |
| Tier II                |
| Tier III               |
| Tier IV & V            |

### WTA-finaleplaatsen enkelspel
| nr.              | finale     | toernooi     | ondergrond | tegenstandster | score    |         |
| ---------------- | ---------- | ------------ | ---------- | -------------- | -------- | ------- |
| gewonnen finales |            |              |            |                |          |         |
| geen             |            |              |            |                |          |         |
| verloren finales |            |              |            |                |          |         |
| 1.               | 1996-10-13 | WTA Surabaya | hardcourt  | Wang Shi-ting  | 4-6, 0-6 | details |

### WTA-finaleplaatsen vrouwendubbelspel
| nr.              | finale     | toernooi          | ondergrond    | partner             | tegenstandsters                                | score         |         |
| ---------------- | ---------- | ----------------- | ------------- | ------------------- | ---------------------------------------------- | ------------- | ------- |
| gewonnen finales |            |                   |               |                     |                                                |               |         |
| 01.              | 1990-08-25 | WTA Schenectady   | hardcourt     | Alysia May          | Linda Ferrando Wiltrud Probst                  | 6-4, 5-7, 6-3 | details |
| 02.              | 1991-04-21 | WTA Pattaya       | hardcourt     | Suzanna Wibowo      | Rika Hiraki Akemi Nishiya                      | 6-1, 6-4      | details |
| 03.              | 1993-10-03 | WTA Sapporo       | tapijt (i)    | Yayuk Basuki        | Yone Kamio Naoko Kijimuta                      | 6-4, 6-2      | details |
| 04.              | 1993-10-10 | WTA Taipei        | hardcourt     | Yayuk Basuki        | Jo-Anne Faull Kristine Radford                 | 6-4, 6-2      | details |
| 05.              | 1997-01-05 | WTA Hope Island   | hardcourt     | Naoko Kijimuta      | Ruxandra Dragomir Silvia Farina                | 7-6, 6-1      | details |
| 06.              | 1997-01-12 | WTA Hobart        | hardcourt     | Naoko Kijimuta      | Barbara Rittner Dominique Van Roost            | 6-3, 6-1      | details |
| 07.              | 1997-02-23 | WTA Oklahoma      | hardcourt (i) | Rika Hiraki         | Marianne Werdel-Witmeyer Tami Whitlinger-Jones | 6-4, 6-1      | details |
| 08.              | 1998-01-10 | WTA Auckland      | hardcourt     | Tamarine Tanasugarn | Julie Halard-Decugis Janette Husárová          | 7-6, 6-4      | details |
| 09.              | 1998-04-19 | WTA Japan (Tokio) | hardcourt     | Naoko Kijimuta      | Amy Frazier Rika Hiraki                        | 6-3, 4-6, 6-4 | details |
| 10.              | 2002-10-06 | WTA Japan (Tokio) | hardcourt     | Shinobu Asagoe      | Svetlana Koeznetsova Arantxa Sánchez           | 6-4, 4-6, 6-4 | details |
| verloren finales |            |                   |               |                     |                                                |               |         |
| 01.              | 1989-04-30 | WTA Taipei        | hardcourt     | Cecilia Dahlman     | Maria Lindström Heather Ludloff                | 6-4, 5-7, 3-6 | details |
| 02.              | 1992-09-27 | WTA Nichirei      | hardcourt     | Yayuk Basuki        | Mary Joe Fernandez Robin White                 | 4-6, 4-6      | details |
| 03.              | 1994-04-10 | WTA Japan (Tokio) | hardcourt     | Yayuk Basuki        | Mami Donoshiro Ai Sugiyama                     | 4-6, 1-6      | details |
| 04.              | 1994-04-17 | WTA Pattaya       | hardcourt     | Yayuk Basuki        | Patty Fendick Meredith McGrath                 | 6-7, 6-3, 3-6 | details |
| 05.              | 1995-10-08 | WTA Surabaya      | hardcourt     | Stephanie Reece     | Petra Kamstra Tina Križan                      | 6-2, 4-6, 1-6 | details |
| 06.              | 1995-11-19 | WTA Pattaya       | hardcourt     | Kristin Godridge    | Jill Hetherington Kristine Radford             | 6-2, 4-6, 3-6 | details |
| 07.              | 1996-11-03 | WTA Chicago       | tapijt (i)    | Angela Lettiere     | Lisa Raymond Rennae Stubbs                     | 1-6, 1-6      | details |
| 08.              | 1996-11-24 | WTA Pattaya       | hardcourt     | Tina Križan         | Miho Saeki Yuka Yoshida                        | 2-6, 3-6      | details |
| 09.              | 1997-05-24 | WTA Edinburgh     | gravel        | Rachel McQuillan    | Nicole Arendt Manon Bollegraf                  | 1-6, 6-3, 5-7 | details |
| 10.              | 2000-10-08 | WTA Toyota        | hardcourt     | Paola Suárez        | Julie Halard-Decugis Ai Sugiyama               | 0-6, 2-6      | details |
| 11.              | 2003-03-30 | WTA Miami         | hardcourt     | Shinobu Asagoe      | Liezel Huber Magdalena Maleeva                 | 4-6, 6-3, 5-7 | details |
| 12.              | 2003-04-06 | WTA Sarasota      | gravel        | Shinobu Asagoe      | Liezel Huber Martina Navrátilová               | 6-7, 3-6      | details |

## Resultaten grandslamtoernooien
| Legenda | Legenda                          |
| ------- | -------------------------------- |
| g.t.    | geen toernooi gehouden           |
| l.c.    | lagere categorie                 |
| –       | niet deelgenomen                 |
| G       | uitgeschakeld in de groepsfase   |
| 1R      | uitgeschakeld in de eerste ronde |
| 2R      | uitgeschakeld in de tweede ronde |
| 3R      | uitgeschakeld in de derde ronde  |
| 4R      | uitgeschakeld in de vierde ronde |
| KF      | uitgeschakeld in de kwartfinale  |
| HF      | uitgeschakeld in de halve finale |
| F       | de finale verloren               |
| W       | het toernooi gewonnen            |
| w-v     | winst/verlies-balans             |

### Enkelspel
| Toernooi        | 1990 | 1991 | 1992 | 1993 | 1994 | 1995 | 1996 | 1997 | 1998 | 1999 | w-v |
| --------------- | ---- | ---- | ---- | ---- | ---- | ---- | ---- | ---- | ---- | ---- | --- |
| Australian Open | 2R   | 2R   | 1R   | 1R   | –    | 1R   | 2R   | 1R   | 2R   | 1R   | 4-9 |
| Roland Garros   | 2R   | 1R   | –    | –    | –    | –    | 1R   | 1R   | 1R   | –    | 1-5 |
| Wimbledon       | 1R   | 1R   | –    | –    | 2R   | 1R   | 1R   | 1R   | 2R   | –    | 2-7 |
| US Open         | 1R   | –    | –    | –    | –    | 1R   | 1R   | 2R   | 1R   | –    | 1-5 |

### Vrouwendubbelspel
| Toernooi        | 1989 | 1990 | 1991 | 1992 | 1993 | 1994 | 1995 | 1996 | 1997 | 1998 | 1999 | 2000 | 2001 | 2002 | 2003 | 2004 | 2005 | w-v   |
| --------------- | ---- | ---- | ---- | ---- | ---- | ---- | ---- | ---- | ---- | ---- | ---- | ---- | ---- | ---- | ---- | ---- | ---- | ----- |
| Australian Open | –    | 2R   | 1R   | 1R   | 3R   | 1R   | 1R   | 2R   | KF   | KF   | 1R   | KF   | –    | 2R   | 2R   | 1R   | 2R   | 16-15 |
| Roland Garros   | –    | 1R   | 1R   | –    | 1R   | 1R   | 1R   | 1R   | 3R   | 1R   | 2R   | 2R   | 1R   | 1R   | 2R   | 2R   | 1R   | 6-15  |
| Wimbledon       | 1R   | 1R   | 1R   | –    | 1R   | 3R   | 1R   | 2R   | 3R   | 3R   | 1R   | 2R   | 2R   | 2R   | 3R   | 1R   | 2R   | 13-16 |
| US Open         | –    | 1R   | 1R   | 1R   | HF   | 2R   | 1R   | 3R   | 3R   | 2R   | 3R   | 2R   | 1R   | 2R   | 2R   | 2R   | 1R   | 16-16 |

### Gemengd dubbelspel
| Toernooi        | 1990 | 1991 | 1992 | 1993 | 1994 | 1995 | 1996 | 1997 | 1998 | 1999 | 2000 | 2001 | 2002 | 2003 | 2004 | w-v   |
| --------------- | ---- | ---- | ---- | ---- | ---- | ---- | ---- | ---- | ---- | ---- | ---- | ---- | ---- | ---- | ---- | ----- |
| Australian Open | –    | –    | –    | KF   | 1R   | 1R   | 1R   | 1R   | 2R   | –    | –    | –    | –    | –    | 1R   | 3-7   |
| Roland Garros   | –    | –    | –    | 1R   | 1R   | –    | 2R   | 1R   | 1R   | 2R   | 2R   | –    | –    | 1R   | –    | 2-8   |
| Wimbledon       | 3R   | 3R   | –    | 1R   | 2R   | 1R   | 2R   | 3R   | 1R   | 1R   | 1R   | 1R   | 1R   | 3R   | –    | 10-13 |
| US Open         | –    | –    | 1R   | –    | 2R   | 2R   | 1R   | 2R   | 2R   | –    | –    | –    | –    | 2R   | –    | 5-7   |